# 趙尊嶽
趙 尊嶽（ちょう そんがく）は中華民国の政治家・詞学者。南京国民政府（汪兆銘政権）の要人。字は叔雍。別号は珍重閣、高梧軒。父は張之洞の幕僚・趙鳳昌。

## 事跡
交通部工業専門学校を卒業する。その後、上海『申報』経理秘書、行政院駐平政務整理委員会参議、国民政府鉄道部参事を歴任した。1932年（民国21年）4月、辞職している。
1940年（民国29年）3月、汪兆銘（汪精衛）の南京国民政府に参加する。鉄道部政務次長兼中央政治委員会委員（中央政治委員は、以後4期つとめる）に任ぜられた。翌年8月、行政院政務委員となる。1942年（民国31年）2月、上海市政府秘書長に任ぜられた。同年、清郷委員会委員、新国民運動促進委員会委員もつとめている。
1944年（民国33年）1月、上海財務委員会委員長となる。3月、中央政治委員会副秘書長に任ぜられる。12月、中央政治委員会秘書長、最高国防会議秘書長、宣伝部部長を兼任した。翌年2月、敵産管理委員会委員となる。
日本敗北直後の8月17日、周仏海の配下である税警局隊長・周鎬率いる南京国民政府税警団の一部が、南京の中央儲備銀行総部の建物を占拠し、南京国民政府軍の武装解除と政府要員の逮捕を開始した（周鎬事件）。このとき、趙尊嶽も税警団に逮捕されてしまったが、支那派遣軍総参謀副長今井武夫が周鎬を説得したことにより、釈放された。
同年9月27日、趙尊嶽は上海で蔣介石の国民政府に逮捕された。1947年（民国36年）1月24日、無期懲役の判決を言い渡されている。しかし後に釈放され、1950年に香港へ移住している。1958年、シンガポール国立大学に招聘されて国学の教授をつとめた。1965年、シンガポールで病没。享年68。
趙尊嶽は、詞学者としても知られ、『明詞匯刊』など多くの研究実績を残している。後年、息女である趙文漪は、趙尊嶽の直筆原稿を中国国家図書館に寄贈した。

## 注
1. ↑  唱春蓮「趙尊嶽手稿入蔵我館的経過」による。徐友春主編『民国人物大辞典 増訂版』2291頁は、1896年（光緒22年）としている。
2. ↑  劉傑『漢奸裁判』、156-157頁。
3. ↑  余子道ほか『汪偽政権全史 下巻』1613頁。
4. ↑  余ほか1616頁。
5. ↑  唱同上。